# Our Daily Bread
Our Daily Bread és una pel·lícula estatunidenca del 1934 dirigida per King Vidor i protagonitzada per Karen Morley, Tom Keene, i John Qualen. La pel·lícula és una seqüela del clàssic mut de Vidor The Crowd (1928), utilitzant els mateixos personatges tot i que amb actors diferents. Vidor va intentar interessar Irving Thalberg de la MGM en el projecte; però Thalberg, que tenia autorització per la seva anterior pel·lícula, va refusar la idea. Vidor llavors va produir la pel·lícula ell mateix i la va distribuir a través de United Artists.
La pel·lícula és també coneguda com a Hell's Crossroads, un títol americà per la reestrena.
El 2015, la Biblioteca del Congrés dels Estats Units va seleccionar la pel·lícula per preservació en el National Film Registry, trobant-ls "culturalment, històricament, o estèticament significant".

## Argument
John i Mary hereten una granja abandonada quan es troben en una angoixosa situació econòmica. Decideixen explotar i, davant la seva inexperiència, John decideix associar-se amb un expert pagès que no té terres.

## Repartiment
- Karen Morley: Mary Sims
- Tom Keene: John Sims
- Barbara Pepper: Sally
- Addison Richards: Louie Fuente
- John Qualen: Chris Larsen
- Lloyd Ingraham: Oncle Anthony